# Port lotniczy Shantou-Waisha
Port lotniczy Shantou-Waisha (IATA: SWA, ICAO: ZGOW) – port lotniczy położony w Shantou, w prowincji Guangdong, w Chińskiej Republice Ludowej.